# Lázně Bělohrad (lázně)
Lázně Bělohrad či Anenské slatinné lázně (pův. v němčině das Anna Moorbad) jsou léčebné lázně umístěné na východním okraji stejnojmenného města v okrese Jičín. Provozuje je akciová společnost Lázně Bělohrad a.s.
Slatinné lázně založila v roce 1885 Anna hraběnka z Asseburgu a již o několik let později byl vystavěn velký lázeňský dům. V roce 1901 byl v nedalekém lázeňském parku Bažantnice objeven pramen, později pojmenovaný jako Anna-Mariánský pramen, čímž byl zaručen další rozvoj lázní. Na hraběnčinu počest byly vznikající lázně pojmenovány jako Anenské.
Lázně se zaměřují zejména na léčbu pohybového aparátu a dále na léčbu neurologických, gynekologických, onkologických a kožních onemocnění.

## Historie

### Počátky lázeňství
Historie lázeňství v Bělohradě se začala psát v poslední třetině 19. století. V roce 1872 zdejší panství koupil od hraběte Alfreda Aichelburga pražský průmyslník a politik rytíř Maximilian Dormitzer. Ten na levém břehu říčky Javorky (na pozdějším Jiráskově nábřeží) nechal postavit dřevěnou boudu se třemi koupelnami. Vodové vanové koupele zde ovšem byly prováděny pouze za účelem očistným, nikoliv léčebným. A měly jen sezónní charakter, poskytovány byly pouze v létě. V roce 2020 byl na půdě místního Památníku Karla Václava Raise nalezen nový doklad o počátcích zdejšího lázeňství. Z něj vychází, že první pokusy s léčivostí místní rašeliny prováděl MUDr. Ludvík Hornov před rokem 1881, tedy za Maxmiliána Dormitzera.
Vznik slatinných lázní jako takových je však spojen až s pruskou hraběnkou Annou z Asseburgu, roz. baronkou von Kleist, která panství koupila v roce 1883. O dva roky později v roce 1885 provedla první úspěšné pokusy s léčivostí místní rašeliny. Stalo se tak na popud bratra místního hlavního lesmistra majora Schuberta, který trpěl vleklým revmatismem a v řadě lázní se neúspěšně léčil. Právě Schubert navrhl využít slatinu z Bažantnice, která byla do té doby jen palivem v cukrovaru. Za spolupráce se zámeckým lékařem Mindlem byly připraveny první slatinné koupele ve starých vanových koupelích, které dala hraběnka k dispozici. Výsledek dopadl nad očekávání dobře a účinnost místní slatiny se začala rychle šířit. Brzy již bylo k dispozici šest koupelen. V každé z nich se nacházela vana pro očistnou koupel, pohovka, stolek, židle a také zvonek pro zavolání lázeňského.
Vlastní slatinná koupel byla připravována v kotelně, kde byla slatina mísena s vodou a přihřívána párou. Právě kotelna byla jedinou zděnou stavbou. Koupelny byly pouze dřevěné. Poptávka leckdy převyšovala kapacitní možnosti. Denní kapacita stanovená na 60 koupelí nestačila přibližně 80 žadatelům.

### Úřední uznání a vznik prvního lázeňského domu
Další důležitý mezník nastal v roce 1888. Úřady si rychle všimly stoupající návštěvnosti lázní i jejich účinků a okresní úřad v Jičíně proto nařídil komisionální šetření. To proběhlo dne 18. dubna a jeho výsledky potvrdily příznivé účinky slatiny. Lázně tak byly úředně uznány za léčivé a získaly povolení inzerce v novinách a zejména povolení užívat označení „sirné slatinné lázně“. Rašelina a slatina se těžily v místním parku Bažantnice, na což odkazují jezírka v tomto parku.
V roce 1889 byla okresním hejtmanstvím v Jičíně povolena stavba nového lázeňského domu. V roce 1890/91 tak byl na lázeňských pozemcích vystavěn a dokončen první velký lázeňský dům ve švýcarském stylu. Výstavba zděné budovy stála 50 tisíc zlatých. Centrální část budovy byla patrová. V přízemí byla umístěna pokladna, čekárna a kotelna s přípravnou koupelí. V patře se nacházely lázeňské pokoje. V budově bylo zavedeno ústřední topení a elektrické zvonění. V obou bočních křídlech budovy se podávaly koupele ve 12 kabinách (které byly větší než ty původní) a toto původní uspořádání procedur zůstalo zachováno dodnes.
Dne 20. června 1892 byly lázně výnosem c. k. místodržitelství v Praze uznány jako lázeňské léčebné místo ("ústav veřejný léčebný"). Stejný úřad v roce 1893 povolil dalším výnosem i vybírání lázeňské taxy.
Zájem o léčbu v Bělohradě dále rostl, a tak bylo rozhodnuto o rozšíření kapacit. V roce 1894 tak bylo vybudováno dalších šest koupelen (v obou křídlech po třech), čímž se jejich počet zvýšil o 50 % na 18. Stavební povolení bylo vydáno 12. března a již 26. června bylo uděleno i povolení k používání stavby.

### Úspěchy a nárůst zájmu o lázně
Místní slatina byla vyznamenána na II. mezinárodní výstavě lékárnické v Praze (1896) diplomem s právem ražení stříbrné medaile a na výstavě ve Vídni (1903) čestným uznáním a velkou zlatou medailí.
O rozvoji lázní svědčí i přehled provedených koupelí a počtu hostů v jednotlivých letech:
- 1887: 1 873 slatinných koupelí pro 204 nemocných a cca 400 dalších osob
- 1888: 2 168 slatinných koupelí pro 258 nemocných a cca 500 dalších osob
- 1889: 3 239 slatinných koupelí pro 359 nemocných a cca 800 dalších osob
- 1890: 3 482 slatinných koupelí pro 402 nemocných a cca 1000 dalších osob
- 1891: 3 603 slatinných koupelí, 586 koupelí rukou a nohou a 127 obyčejných koupelí
- 1892: 4 140 slatinných koupelí, 425 koupelí rukou a nohou a 152 obyčejných koupelí
- 1893: 5 202 slatinných koupelí, 663 koupelí rukou a nohou a 67 obyčejných koupelí[9]

Růst zájmu o lázně byl zřejmý i na konci 19. století:
Následující přehled uvádí, kolik osob navštívilo lázně v jednotlivých letech:
- 1897: 652 osob
- 1898: 751 osob
- 1899: 789 osob
- 1900: 900 osob[5]

V roce 1899 byla u lázní postavena lázeňská restaurace a Václav Vlach naproti lázním postavil hotel se 36 pokoji.
V roce 1900 lázně obsluhovali dva lékaři: MUDr. Alois Mindl a MUDr. Josef Lelek. Lázeňská sezona tehdy začínala v průběhu května a končila 30. září.

### Rozvoj během 1. poloviny 20. století
Další rozmach přišel na počátku 20. století, když bylo roku 1901 v tzv. Bažantnici vyhloubeno osm vrtů. Stalo se tak na popud léčitele a dobrodince Roberta Schuberta/Huberta, majora ve výslužbě, bratra zemřelého správce panství Jindřicha Schuberta. Jedním z vrtů byl arzenoželezitý/sirnoželezitý pramen (železitá kyselka), který byl následně pojmenován jako Anna-Mariánský (též Annamariánský či pramen Anna-Marie). Pramen získal speciální úpravu s altánem. K pitným kúrám se sice hodil, nikdy však nebyl uznán jako léčivý.
V dobovém tisku se dochovaly noticky o návštěvnosti lázní v průběhu roku:
- 1903
  - do 31. července 862 lázeňských hostů[14]
- 1904
  - do 28. července navštívilo lázně 1001 lázeňských hostů, nepočítaje hosty na letním pobytu a passanty[15]
  - do 7. září navštívilo lázně 1337 lázeňských hostů, nepočítaje hosty na letním pobytu a passanty[16]
- 1905
  - do 11. srpna navštívilo lázně 1252 lázeňských hostů, nepočítaje hosty na letním pobytu a passanty[17] Pro srovnání lázně Luhačovice dosáhly 12. srpna hranice tří tisíc hostů[18]
  - do 31. srpna 1321 lázeňských hostů, nepočítaje hosty na letním pobytu a passanty[19]
  - do 6. září 1453 lázeňských hostů, nepočítaje hosty na letním pobytu a passanty[20]
- 1906
  - do 6. července 739 lázeňských hostů, nepočítaje hosty na letním pobytu a passanty[21]

V roce 1905 bylo ministerstvem vnitra (výnosem z 3. března) povoleno přejmenování města Bělohrad na Lázně Bělohrad.
V roce 1911 lázně nabízely kromě slatinných koupelí také koupele vápenaté, sirnaté, železité, jehličnaté a uhličnaté. Indikace byly následující: „dna, hostec, reumatis, ischias, neurastenie, slabost, veškeré ženské nemoce, krtičnatost, vleklé osutiny kožní.“ Dobová reklama zároveň uváděla, že se jedná o překrásné letní sídlo s koupelemi rybničními (též pro dítky), v nabídce byly i loďky. K dispozici byla restaurace, tenis či ruský kuželník.
V roce 1914 došlo k dalšímu rozšíření lázeňského domu a počtu tamních koupelen. Nově bylo k dispozici 24 koupelen pro slatinné koupele. V každé takové koupelně byla vana na slatinnou koupelí a další pro očistnou vodní koupel se sprchou. Před každou koupelnovou kabinou byly navíc dvě odpočívací kabiny s pohovkami. Zároveň také vzniklo pět kabin pro uhličité koupele. Ve stejném roce byl však provoz lázní omezen vypuknutím první světové války. Za válečného konfliktu jezdilo málo hostů a provoz trpěl i nedostatkem uhlí na ohřátí slatiny a vody. Lázeňské sezony se výrazně zkrátily, začínaly až v polovině července. Kvůli problémy se zásobováním bylo dokonce zahájení sezony ohroženo.
Po válce situaci kolem lázní řešila lázeňská komise, jejímiž členy byl starosta města jako její předseda, dále majitel lázní (příp. jeho zástupce), jeden zástupce za lázeňské lékaře, jeden zástupce za Občanskou záložnu ve městě a dále osm zástupců místních obyvatel volených městským zastupitelstvem. Právě tato komise předkládala každoročně zprávu o sezoně politické zemské správě. Komise se starala také o konání kulturních a společenských akcí a o propagaci lázní i města. O využití prostředků z obecním úřadem vybrané lázeňské taxy rozhodovala právě komise s nutností schválení obecním zastupitelstvem.
Zájem o lázně dále stoupal, což dokládá údaj, že v roce 1920 bylo připraveno 15 326 slatinných koupelí. V tu dobu v lázních pracovali tři lázeňští lékaři: Mindl, Lelek, Peluněk.
Rozvoji lázní pomohla i pozemková reforma v letech 1923 až 1925, kdy město získalo řadu pozemků a následně nový úpravný vzhled, když vznikly i celé nové čtvrti.
Po zakladatelce převzali lázně její dcera Helena Merveldtová a později Helenin syn Bernhard Merveldt, kteří pokračovali ve zvelebování lázní. Bernard se stal předsedou Společenstva pro podporu lázeňského duchu, které nechalo podle projektu stavitele z Hořic Jindřicha Maliny a pod patronací MUDr. Jana Levita postavit nový lázeňský Grand-hotel Urban.
V roce 1936 byl tedy areál obohacen o nový komfortní Grand-hotel Urban, později nazvaný jen jako hotel Grand. Slavnostního otevření dne 31. května se zúčastnila celá řada významných osobností. Nájemcem hotelu se stal Bohumil Urban z Prahy, hoteliér, který měl i zahraniční zkušenosti. Hotel o 50 pokojích provozoval v prvních letech nájemce Vilém Friedrich. Hotel byl od začátku přímo propojen s lázeňskou budovou, kde probíhaly procedury. V sezoně 1939 zde proběhlo takřka 10 tisíc slatinných koupelí.
Krátce na to koupil tehdejší řídící a inspekční lékař lázní MUDr. Josef Janeček bývalý hotel U lázní (naproti hotelu Grand) a v roce 1937 jej upravil na Vodoléčebný a vyšetřovací ústav (později transformováno na hotel Janeček).
Lázně od začátku patřily pod bělohradský velkostatek a byly provozovány ve vlastní režii. Druhá světová válka přinesla stejně jako ta první úbytek hostů a ekonomické problémy. Za války byly lázeňské prostory zabrány pro Hitlerjugend.
Nicméně v roce 1943 bylo rozhodnuto postavit novou lázeňskou budovu s hotelem. Projektu se ujal pražský architekt Jaroslav Kincl. Lázně měly disponovat 30 kabinami pro slatinné koupele a ke každé z nich měly ještě náležet tři kabiny pro zábaly. Zachován měl být i způsob přípravy koupelí vanami přiváženými z přípravny. Lázně měly být rozděleny na pánské a dámské oddělení. Hotel měl mít k dispozici 100 pokojů.

### Vývoj po roce 1945
Po roce 1948 byl velkostatek i lázně znárodněny a začala nová etapa v historii lázní. Národním správcem se stal Ing. Josef Ambros. Lázně pak patřily pod Ústřední národní pojišťovnu, Ústřední radu odborů a správu Československých státních lázní.
V roce 1956 byl navrtán druhý minerální pramen. V roce 1957 vznikla ve vile Esplanade dětská ozdravovna nemocí pohybového ústrojí. V roku 1963 vznikla ve vile Esplanade léčebna nemocí pohybového ústrojí pro děti a dorost se samostatným oddělením rehabilitace a učebnami základní školy.
Začátkem 80. let 20. století došlo k oživení lázní, když byl po rekonstrukci znovu otevřen Vodoléčebný ústav.
Po administrativní stránce byly lázně dlouhodobě do roku 1989 součástí lázní Poděbrady.

### Změny a modernizace po roce 1989

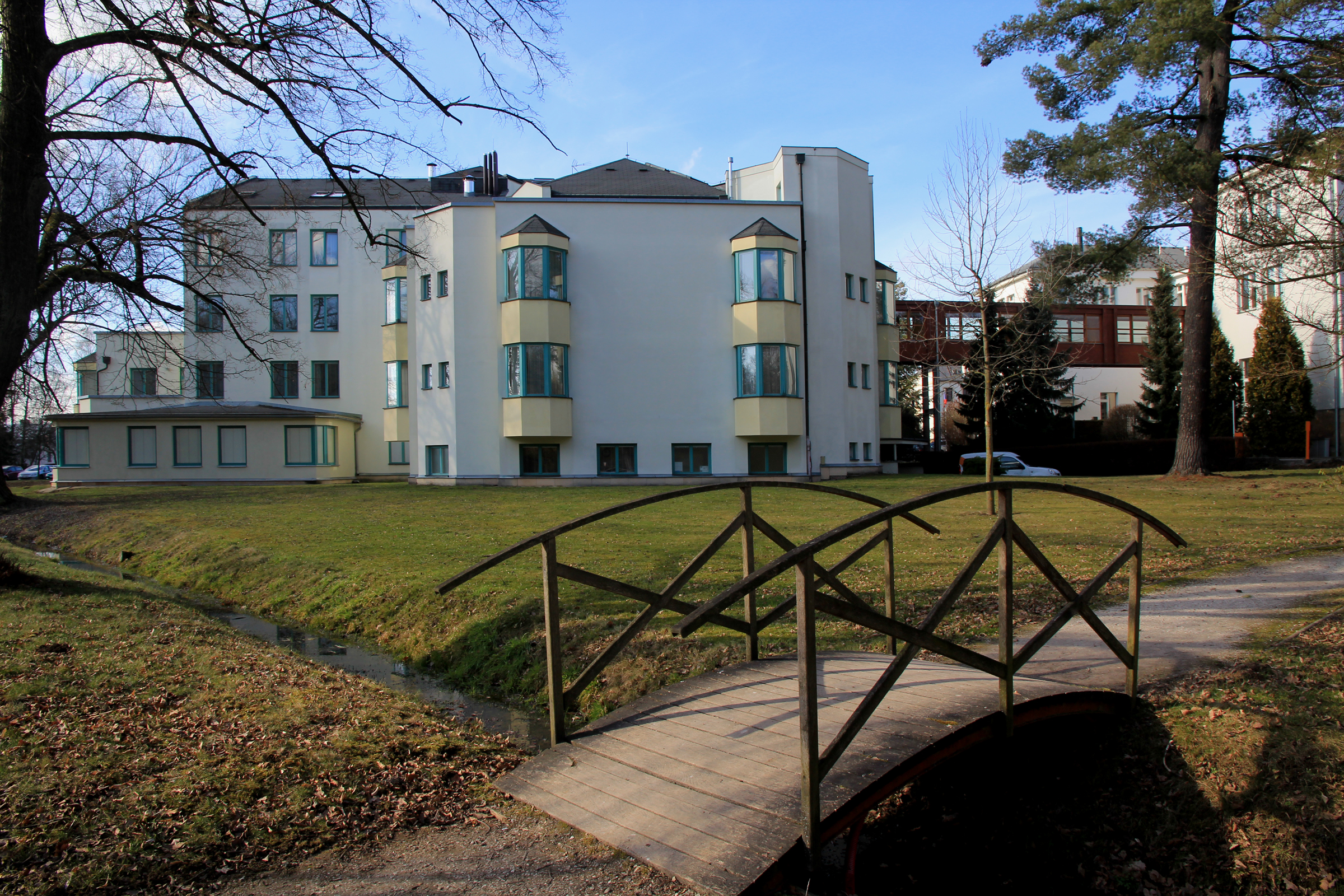
V lázeňském areálu

Po roce 1989 došlo k restitucím. Část majetku byla vrácena rodině MUDr. Janečka, další část byla privatizována. V roce 1991 vznikl malý rehabilitační bazén. Privatizace byla připravena již v roce 1991, ale původně se počítalo s tím, že dětská léčebna zůstane pod státní správou. Nakonec byly privatizovány lázně celé formou přímého prodeje restituentovi. Tím byl Ing. Janeček a jeho sestra MUDr. Janečková. Nakonec bylo nutné vytvořit akciovou společnost. Rozhodnutím Fondu národního majetku byla 1. května 1992 založena akciová společnost, vzniklá vyčleněním ze státního podniku Státní léčebné lázně Poděbrady.
V roce 1992 byla založena nová samostatná akciová společnost, která se vrátila k původnímu názvu Anenské slatinné lázně. V roce 1995 vstoupila do této společnosti PURO-KLIMA, a.s., a zahájila další rozvoj lázní.
V závěru téhož roku (1995) byl do provozu uveden tehdy nově postavený lázeňský hotel Anna Marie. V roce 1998 byla provedena dostavba léčebného pavilonu a zrcadlová dostavba hotelu Grand, díky níž vznikla nová moderní kuchyně s jídelnou a také 41 lůžek v komfortních pokojích.
V dalších letech byla zrealizována rekonstrukce vily Karluška v původním stylu (nově jako ubytovací zařízení), kompletně byl zmodernizován lázeňský hotel Janeček a zrekonstruována byla i vila Stefanie. V roce 2003 byl přistavěn rehabilitační bazén a na konci roku 2005 došlo k rekonstrukci celého balneologického provozu. V roce 2008 byly jednotlivé hotely propojeny zastřešenými spojovacími lávkami.
Dne 22. září 2009 došlo k dokončení největšího projektu v historii lázní. Slavnostně otevřen byl čtyřhvězdičkový hotelový Spa resort Tree of Life. Na slavnostním otevření byli hosté z 10 zemí světa, nechyběla ani tehdejší první dáma České republiky Livia Klausová. Výstavba byla podpořena dotací z Regionálního operačního programu NUTS II Severovýchod a na spolufinancování se podílela i Komerční banka.
V roce 2014 bylo v rámci hotelu Grand otevřeno registrované zařízení sociálních služeb, Domov Vitalita.
Od roku 2020 nabízí své služby Rehabilitační ústav Bělohrad v nově zrekonstruovaných prostorách. V roce 2021 došlo k rozsáhlé rekonstrukci budovy dětských lázní.

## Areál

### Budovy
Součástí areálu je několik budov:
- hotel Grand (hlavní budova: ubytování, stravování, léčebné procedury, bazén)
- hotel Janeček (ubytování, propojené chodbou s hotely Grand a Anna Marie)
- hotel Anna Marie (ubytování, propojené chodbou s hotely Grand a Janeček)
- vila Karluška
- vila Stefanie
- Tree of Life Spa Resort

K lázním patří jako součást ubytovací kapacity také hotel Bohumilka a penzion Věžička v centru města, asi 200 m od vlastního lázeňského areálu.

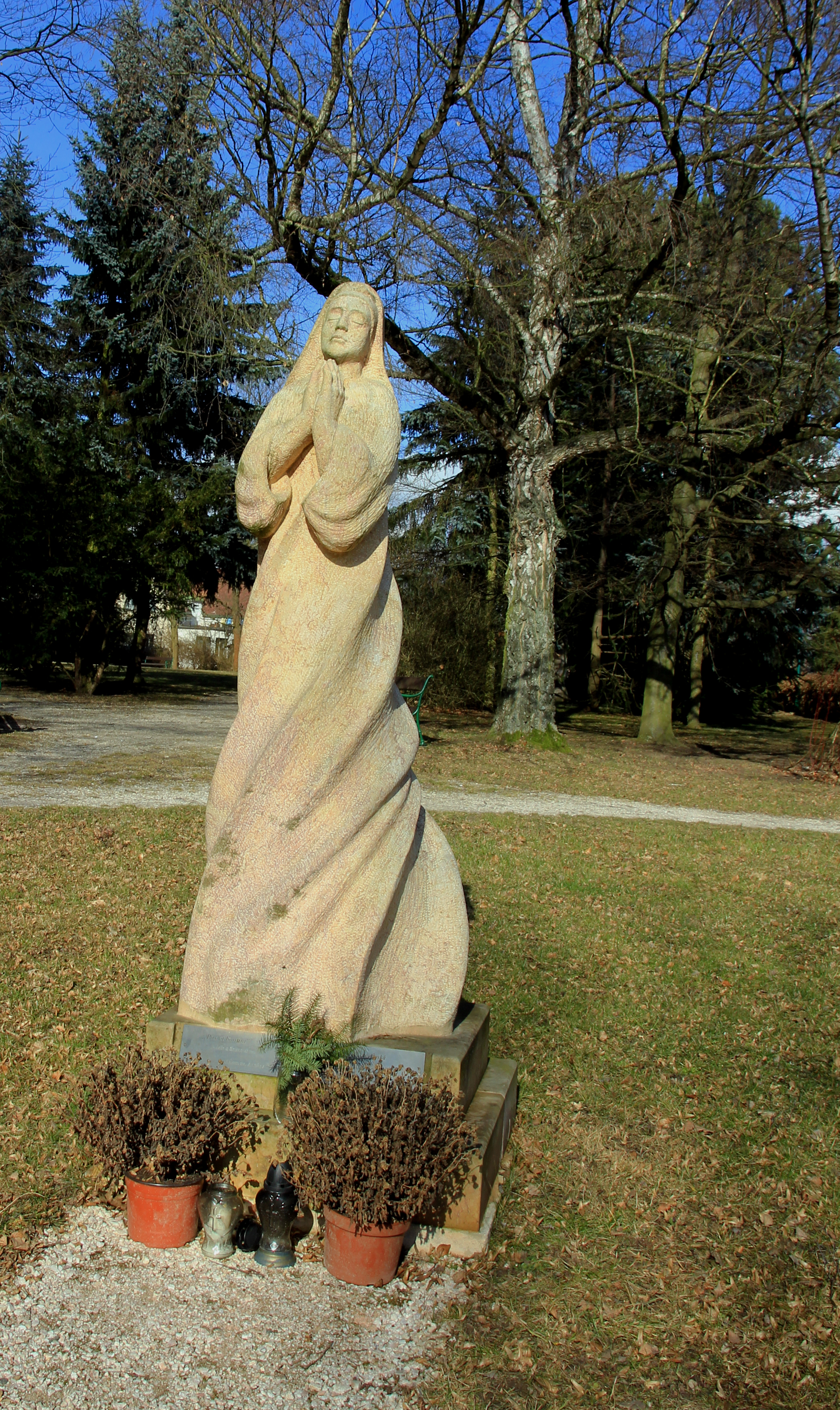
Socha sv. Anežky České

### Lázeňský park
Lázeňské budovy jsou obklopeny menším parkem. Před hotelem Grand se nachází kašna a také plastika plastika z hořického pískovce od Jiřího Sehnala nazvaná Kompozice. Vznikla v roce 1989.
Poblíž hotelu Janeček bylo v roce 2018 u příležitosti nedožitých 85 let Olgy Havlové vysazeno po Česku 85 stromů dobré vůle, připomínající osobnost a charitativní aktivity Olgy Havlové. Bělohradská lípa malolistá byla vysazena dne 26. května 2018.
V malém parčíku na rohu Lázeňské a Jínovy mezi lázeňskou budovou hotelu Grand a sokolovnou se nachází socha sv. Anežky České. Plastiku z místního pískovce vytvořili v roce 2011 tehdejší studenti hořické kamenické školy v blízkých Hořicích Martin Gallas a Josef Knap, a to u příležitosti 800. výročí narození sv. Anežky. Autorkou návrhu je absolventka stejné školy Eva Procházková. Sochu posvětil Mons. Josef Kajnek.

Největším lázeňským parkem, resp. lesoparkem je Bažantnice o ploše 51 ha. 

## Významní hosté
- Karel Václav Rais, spisovatel
- Karel Moor, dirigent a hudební skladatel
- Eliška Krásnohorská, spisovatelka
- Karel Jaromír Erben, spisovatel[22]
- Ignát Hermann, spisovatel
- Adolf Wenig, spisovatel
- Josef Svatopluk Machar, spisovatel[7]
- Jan Malát, hudební skladatel a pedagog[7]
- Bohumil Kafka, sochař[7]
- Jan Ladislav Sýkora, teolog, kněz a rektor Univerzity Karlovy
- Josef Thomayer, lékař a spisovatel
- Antonín Frič, přírodovědec
- Jan Levit, věhlasný chirurg, oběť holocaustu
- Antonín Švehla, politik, poslanec a dlouholetý premiér
- Karel Baxa, politik, právník, pražský starosta a primátor a první předseda ústavního soudu
- František Bayer, vládní rada
- Josef Žďárský, říšský poslanec
- Rudolf Pavlata, dirigent orchestru Národního divadla
- Josef Markus, dirigent orchestru Národního divadla[4]

### Související stránky
- Lázně Bělohrad
- Bažantnice (Lázně Bělohrad)
- Bělohradská bažantnicePortály: Česko